# Martinswein
Martinswein oder Martinstrunk ist die Bezeichnung für einen jungen Wein, für dessen Genuss die Weinfässer erstmals am Martinstag geöffnet werden. In Verbindung mit der Verehrung des heiligen Martin von Tours war der volkstümliche Brauch früher vor allem in Weingegenden verbreitet. Zu der Sitte gehörte es, den Martinstrunk „als Almosen an Bedürftige zu verteilen.“